# Piotr Wilniewczyc
Piotr Wilniewczyc est un ingénieur polonais.

## Biographie
Piotr Wilniewczyc naquit en 1887 dans un camp pour déportés politique de la région d’Irkoutsk (Sibérie). Il fit des études de chimie à l’Institut technologique de Saint-Pétersbourg. Il entra en 1915 dans une école d’artillerie russe.
Au début des années 1920, il dirige le laboratoire d’analyse mécanique des poudres de l’usine polonaise Boryszew. Enseignant à l’École d’artillerie de Toruń, il est nommé de 1928 à 1939 expert et conseiller auprès des manufactures nationales d’armes polonaises. À ce titre, il participe à la conception d’un pistolet (Radom Vis 35), d’une mitraillette (Mors) et de plusieurs fusils. Il s’engage durant la Seconde Guerre mondiale dans l’Armia Krajowa.
La paix revenue, il sera professeur dans les écoles polytechnique de Łódź, Varsovie et Poznań.
Il meurt en 1960 après avoir créé le PM Wz 63. Sa tombe est à Varsovie